# 健神星族
健神星族（Hygiea family）是外小行星帶中一組暗色、碳質的C-型小行星和B-型小行星，其中最大的成員是健神星。

## 物理性質
健神星族迄今為止最大的成員是健神星，它是一顆直徑400公里的C-型小行星，也是小行星帶中第四大的小行星。其餘成員的尺寸要小得多，因此健神星約佔該家族質量的94-98%（取決於具體的納入標準）。接下來最大的兩個成員是小行星333和小行星538，直徑都略超過70公里。其餘成員的直徑均小於30公里。
健神星族被認為是由一場災難性的破壞性撞擊形成的，之後健神星才重新聚集形成。兩個直徑70公里的天體（小行星333和小行星538），比例灶神星族（家族中沒有直徑超過10公里的成員）大得多，與該理論相符。
健神星族包含大量光譜類型為B的天體（Mothé-Diniz 2001），其中最大的是小行星538。